# ГЕС Кондор-Кліфф
ГЕС Кондор-Кліфф (ісп. Cóndor Cliff) — гідроелектростанція, що споруджується у південній Аргентині в провінції Санта-Крус. Знаходячись вище від місця будівництва ГЕС Ла-Барранкоса, становитиме верхній ступінь у каскаді на річці Санта-Крус, яка тече з Анд на схід в Атлантичний океан.
Проект передбачав зведення кам'яно-накидної греблі із бетонним облицюванням висотою 76 метрів та встановлення шести турбін загальною потужністю 1140 МВт. Проте у виданому в 2013 році дозволі Міністерства федерального планування висоту цієї споруди зменшили до 68 метрів, а загальну потужність станції до 950 МВт (п'ять турбін). Гребля матиме довжину 1613 метрів та утримуватиме водосховище з максимальним операційним рівнем на позначці 176,5 метра НРМ з можливістю підвищення у випадку повені до 179,3 метра НРМ.
Машинний зал обладнають турбінами типу Френсіс, які при напорі у 58,5 метра забезпечуватимуть виробництво 3313 млн кВт-год електроенергії на рік.
Видача продукції здійснюватиметься до підстанції 132/500 кВ.
За часів президентства Крістіни Кіршнер ГЕС була перейменована на честь її покійного чоловіка Нестора Кіршнера. 1 листопада 2017 року президент Маурісіо Макрі своїм указом повернув ГЕС початкову назву Кондор-Кліфф.
Будівництво розпочалося у липні 2015 року.
Завершення проекту очікується у 2022 році.